# Rotary Construcții
Rotary Construcții este o companie de construcții din România, deținută de omul de afaceri Mihai Rotaru.
Înființată în anul 1990, Rotary Construcții este unul din cei mai importanți jucători de pe piața din România care activează în execuția de construcții de vile, blocuri de locuințe, dar și clădiri de birouri, sedii administrative, școli și săli de sport sau restaurări de mare complexitate. Compania activează pe piața construcțiilor civile și industriale, remarcându-se prin construcția proiectelor de mare complexitate precum Centrul de Dirijare a Zborurilor ROMATSA, Palatul Telefoanelor, restaurarea Palatului Kretzulescu, a Hotelului Majestic sau a Casei pictorului Pătrașcu din Piața Romană.
Rotary și-a dezvoltat și propria bază de producție în principal datorită faptului că furnizorii de materiale de construcții s-au dovedit lipsiți de consecvența în ceea ce privește prețurile și termenele de livrare.
Principalele activități de producție ale grupului se referă la producerea de betoane și mortare, producerea de pavele și tuburi de canalizare din beton precomprimat, pereți prefabricați din beton, blocheți din beton, mobilier, confecții metalice și structuri metalice.
Cifra de afaceri în 2005: 16 milioane euro